# Сени
Се́ни, сенцы — входная часть, прихожая традиционного русского дома, избы. Неотапливаемое и нежилое помещение, несущее несколько функций:
- Разделительный барьер между основным, жилым помещением и улицей, выполняющий роль теплового (ветрозащитного) тамбура.
- Летняя, весенне-осенняя прихожая, где обычно снимают верхнюю одежду и обувь.
- Холодная кладовая для пищевых продуктов в демисезонный период. Обычно в сенях для этого оборудуются полки.
- Гостевая комната, где в тёплый период гости или родственники могут переночевать.
- Склад (кладовая) для разного инвентаря, не поместившегося в дом.

## Описание
Конструктивно сени выполняются в виде каркасной пристройки к срубу (основному отапливаемому помещению). Сени пристраиваются по всей длине к одной из сторон квадрата сруба, чаще — северной или восточной, или же подветренной. Ранее стены сеней обшивались неделовыми досками и закрывались ветрозащитным материалом (во времена СССР — рубероидом), утеплитель в стенах не применялся, в степной зоне для стен сеней использовали камыш и глину, смешанную с известью. Нередко для сеней применяли землебитную технологию, укладывая землю, смешанную со мхом, между турлучных или плетёных из прутьев стен. Ко входу в сени пристраивали крыльцо. Площадь сеней редко составляла менее 10 м².
В современном доме функция сеней низведена до роли тамбура, так как городской и всё чаще сельский житель не заинтересован в ведении широкого подсобного хозяйства, которое подразумевает наличие такого многофункционального помещения. Соответственно уменьшились размеры сеней (тамбура); в современном проектировании тамбур не выносят за пределы строительного контура, а его площадь редко составляет более 3 м².
На приусадебных дачных (мичуринских) участках часть функций сеней взяла на себя пристраиваемая к дому на манер сеней веранда, но веранда никогда не была частью традиционного русского дома и по большей части несёт совершенно отличное от сеней назначение.
На теремных сенях сидели и работали сенные девушки, откуда и девичья песня: «Ах вы, сени мои, сени, сени новые мои!».